# Joe Baker
Pour les articles homonymes, voir Baker.
Joseph Henry « Joe » Baker (né le 17 juillet 1940 à Liverpool en Angleterre et mort le 6 octobre 2003 à Wishaw en Écosse) était un joueur de football anglais.

## Biographie
Il grandit durant toute son enfance à Motherwell en Écosse. 
Il est connu pour être le premier joueur à avoir inscrit plus de 100 buts pour le championnat écossais et le championnat anglais. 
Son frère Gerry Baker fut également footballeur professionnel et a joué pour l'Hibernian juste après le départ de Joe des Hibs pour jouer au Torino.

## Palmarès
Hibernian FC
- Meilleur buteur du Championnat d'Écosse de football (2) :
  - 1959: 25 buts & 1960: 42 buts.
- Finaliste de la Scottish Cup (2) :
  - 1958 & 1972.

Nottingham Forest FC
- Vice-champion du Championnat d'Angleterre de football (1) :
  - 1967.